# Тејмураз Багратион-Мухрански
Тејмураз Багратион-Мухрански (рус. Теймураз Константинович Багратион-Мухранский; Павловск, 8/21. август 1912 — Њујорк, 10. април 1992) био је руски кнез, артиљеријски поручник Краљеве гарде Југословенске војске и потомак Императорског дома Романових по мајчиној линији.

## Биографија
Родио се 8/21. августа 1912. године у Павловску, као син кнеза Константина Александровича Багратион-Мухранског и кнегиње Татјане Константиновне. По очевој страни је потомак грузијске династије Багратиона, а са мајчине стране је праунук императора сверуског Николаја I Павловича Романова. Родитељи су се венчали три дана након венчања кнеза императорске крви Јована Константиновича Романова и кнегиње Јелене Карађорђевић, кћерке краља Петра I. Отац Константин је погинуо у Првом светском рату 1915. године као поручник руске царске армије.
После Октобарске револуције 1917. године, породица је избегла у Швајцарску, а касније у Краљевину Срба, Хрвата и Словенаца. Ту је 1927. године завршио 4. класу Кримског кадетског корпуса у Белој Цркви. Наставио је школовање на Војној академији у Београду, коју је завршио 1932. године и добио службу у артиљеријском пуку Краљеве гарде Југословенске војске.
Венчао се 27. октобра 1940. године у Топчидерској цркви Светих апостола Петра и Павла, са Катарином Рачић — унуком Николе Пашића. Међу гостима на венчању били су кнез Павле Карађорђевић и кнегиња Олга.
Борио се у Априлском рату 1941. године, након чега одлази у емиграцију у САД. Обављао је различите дужности у југословенским амбасадама у Паризу, Лондону и Женеви. Након смрти супруге, оженио се контесом Ирином Черницевом-Бесобрасовом.
На предлог грофице Александре Левовне Толстојеве, најмлађе кћерке Лава Толстоја, кнез Тејмураз је 1949. године почео да ради у Толстојевом фонду, којим је председавао од 1985. године.
Председавао је Архиепископским сабором Руске православне заграничне цркве.